# ایکاباگ (کتاب)
ایکاباگ (انگلیسی: The Ickabog) رمانی نوشتۀ جی. کی. رولینگ است. این داستان قبل از انتشار رسمی در نوامبر ۲۰۲۰ توسط رولینگ به صورت آنلاین منتشر شد.  ایکاباگ اولین کتاب کودکان رولینگ از زمان انتشار هری پاتر و یادگاران مرگ در سال ۲۰۰۷ است. پس از انتشار، این کتاب به طور کلی نقدهای مثبت دریافت کرد و پرفروش بود.

## داستان
در آستانه دیدار پادشاه یک کشور همسایه، دورا دووتیل از کار بیش از حد با دکمه آخر پادشاه فِرِد در دست می‌میرد و سعی می‌کند آخرین لباس پادشاه فِرِد را تمام کند. فِرِد، با وجود احساس خجالت و گناه، از ملاقات با خانواده‌اش امتناع می‌کند و باعث می‌شود که آن‌ها از او، به‌ویژه دختر دورا، دیزی، ناامید شوند. این منجر به دعوای بین دیزی و دوستش بِرِت بیمیش، پسر سرگرد بیمیش می‌شود که دیزی دووتیل به فِرِد توهین می‌کند. چوپانی از سرزمین‌های باتلاقی به فِرِد التماس می‌کند که کشور را از شر ایکاباگ خلاص کند و فِرِد که می‌خواهد خود را ثابت کند موافقت می‌کند و سوار شمال می‌شود. یک تصادف در مرداب‌ها منجر به شلیک سرگرد بیمیش توسط فلاپون، یکی از مشاوران فِرِد می‌شود. اسپیتل ورث، متحد فلاپون، به دنبال کنترل پادشاهی و ثروتمندتر شدن، وانمود می‌کند که بیمیش توسط ایکاباگ کشته شده است و فِرِد و بقیه ارتش را فریب می‌دهد. در بازگشت، سه سرباز و هرینگبون، مشاور ارشد، به داستان اعتراض می‌کنند. هرینگبون کشته و سه سرباز زندانی می‌شوند. مالیات سنگینی برای پرداخت یک «تیپ دفاعی ایکاباگ» وضع می‌شود که باعث فقر گسترده می‌شود، که فِرِد آن را نمی‌داند، زیرا از ماندن در پایتخت می‌ترسد. اسپیتل ورث که اکنون مشاور ارشد است، دووتیل را ربوده و او را به زندان فرستاده و مجبور به کندن پاهای ایکاباگ می‌کند. دیزی به یتیم خانه وحشیانه گرونتر می‌رسد، جایی که با مارتا، دوست می‌شود. سال‌ها می‌گذرد و مالیات دو برابر می‌شود. برت و مادرش، برتا، سرآشپز قنادی پادشاه، پس از اینکه برت یک پای ایکاباگ را که توسط دن داوتیل دیوانه ساخته شده بود، کشف کرد و نقشه اسپیتل ورث را حدس زد. برتا تلاش می‌کند تا نقشه را برای پادشاه فاش کند اما ربوده شده و در سیاه چال قرار می‌گیرد. وقتی سرگرد روچ سربازان را هدایت می‌کند تا او را دستگیر کنند، برت از شهر فرار می‌کند. برت بعداً رودریک روچ را ملاقات می‌کند، که به او می‌گوید که اسپیتل‌ورث سرگرد روچ را کشته و خانواده‌اش را به دلیل ناکامی در دستگیری برت، زندانی کرده است. این دو توسط بشیر جان، سرسپردۀ گرونتر دستگیر می‌شوند و به یتیم‌خانه برده می‌شوند، جایی که برت دوباره با دیزی متحد می‌شود و مارتا را ملاقات می‌کند. در همین حال، برتا بیمیش با کمک زندانیان سیاه چال را به آشپزخانه تبدیل می‌کند و در عین حال به دن کمک می‌کند تا عقل خود را بازیابد. چهار کودک از یتیم‌خانه فرار می‌کنند و به رهبری مارتا به مارشلندز می‌روند. آن‌ها قصد دارند سربازان تیپ دفاعی ایکاباگ را تحت کنترل درآورند اما متوجه می‌شوند که تیپ برای زمستان به جنوب رفته است. با تسلیم شدن در برابر سرما، آن‌ها بیهوش می‌شوند و ایکاباگ واقعی آن‌ها را به غار خود می‌برد. آن‌ها با وی صحبت می‌کنند، و ایکاباگ نشان می‌دهد که از آن دسته‌ای از ایکاباگ‌ها است که «تخته» خواهند شد. از آنجایی که احساساتی که والد در حال مرگ ایکاباگ روی نوزادان تازه متولد شده‌اش تاثیر می‌گذارد، ایکاباگ قصد دارد این چهار نفر را در طول تولد بخورد تا فرزندانش انسان خوار شوند تا از انسان‌هایی که باعث انقراض نزدیک به انقراض شده‌اند انتقام بگیرند. دیزی ایکاباگ را متقاعد می‌کند که آن‌ها را نخورد، بلکه خود را به مردم نشان دهد و با آن‌ها دوست شود. گروه به سوی یربعام راهپیمایی می‌کند و ایکاباگ گل می‌دهد. شهروندان در اطراف ایکاباگ تجمع و راهپیمایی می‌کنند، جایی که فِرِد در حال دادن توپ است. بشیر جان به راهپیمایی هشدار داده و سوار می‌شود تا به اسپیتل ورث هشدار دهد، که او باور نمی‌کند و او را دستگیر می‌کند. اسپیتل‌ورث برای تحقیق با فلاپون آماده می‌شود، اما با زندانیانی مواجه می‌شوند که خود را مسلح کرده و از سیاه‌چال فرار کرده‌اند. آن‌ها فرار می‌کنند و فِرِد را با اوباش خشمگین روبرو می‌کنند. همان‌طور که ایکاباگ به شوویل نزدیک می‌شود، اسپیتل ورث با بریگاد روبرو می‌شود. شکم ایکاباگ در رویارویی با شروع تولد شکم می‌شود و فلاپون سعی می‌کند به آن شلیک کند. برت جلوی گلوله می‌پرد و به مدال پدرش برخورد می‌کند و او را نجات می‌دهد. اولین ایکاباگل که متولد شد می‌شود، فلاپون را می‌کشد، زیرا از ترس تفنگش متولد شد می‌شود. با این حال، ایکاباگل دوم از یک نوع دیگر است زیرا دیزی به ایکاباگ در حال مرگ آرامش می‌دهد. هنگامی که اسپیتل ورث تلاش می‌کند فرار کند، توسط برت و رودریک دستگیر می‌شود. اسپیتل ورث و چندین نفر دیگر از جمله فِرِد به خاطر جنایات خود دستگیر می‌شوند. ایکاباگ متولد دوم به پیدا کردن شهری در مارشلندز کمک می‌کند. فِرِد برای رستگاری خود، با مراقبت از ایکاباگ به اولین متولد شده کمک می‌کند تا نرم‌تر شود و به زودی پس از تولد خود می‌میرد که ایکاباگل شادی را تولید می‌کند. دن و برتا مانند رودریک و مارتا ازدواج می‌کنند. شهر جدیدی در محل مارشلندزها شکل می‌گیرد. پادشاهی همیشه با خوشی همراه است.

## کتاب صوتی
نسخه‌های کتاب صوتی ایکاباگ را به زبان‌های انگلیسی، ایتالیایی، آلمانی، اسپانیایی، پرتغالی برزیلی، بلغاری، هلندی، چینی ساده‌شده و روسی در نوامبر ۲۰۲۰ منتشر کرد. نسخه انگلیسی زبان توسط استفان فرای روایت شده است.

## نقدهای مثبت
جیک کریج، برای روزنامه دیلی تلگراف، به کتاب ۳ ستاره از ۵ ستاره داد و گفت: «افسانه‌ای سرگرم کننده اما سبک وزن که فاقد جادوی هری پاتر است».  کلی اپتر، اسکاتلندی، با مرور فصل‌های اول پس از انتشار آنلاین اولیه، آن را به طور مثبت بررسی کرد و از «توصیف‌های سرسبز» و «صخره‌های وسوسه‌انگیز» رولینگ تمجید کرد. در نوشتن برای The Times، الکس اوکانل همچنین به این رمان امتیاز مثبت داد و گفت: «کیک و یک هیولا فراری است که همه ما به آن نیاز داریم» و به آن ۵ از ۵ ستاره داد.